# Souleymane Anne
Souleymane Anne (Orléans, 5 december 1997) is een Mauritaans-Frans voetballer die sinds 2024 onder contract ligt bij Al Kharaitiyat SC.

## Clubcarrière

### Beginjaren
Anne genoot zijn jeugdopleiding bij FCO Saint-Jean-de-la-Ruelle. Na enkele doelpuntrijke seizoenen in de Division d'Honneur in het shirt van SMOC en USM Saran versierde hij in de zomer van 2017 een contract bij vierdeklasser EFC Fréjus Saint-Raphaël, maar datzelfde jaar nog verliet hij de club voor Angoulême CFC, dat toen op het vijfde niveau speelde.
In de zomer van 2018 tekende Anne bij FC Aurillac Arpajon CA, dat net als Angoulême in de Championnat National 3 speelde. Anne scoorde in zijn beginseizoen negentien competitiedoelpunten voor de club, wat hem een tweejarig profcontract bij EA Guingamp opleverde. Anne begon er bij het beloftenelftal van de club in de Championnat National 2, maar stroomde uiteindelijk nooit door naar het eerste elftal. In september 2020 liet Guingamp de aanvaller dan ook naar de Portugese eersteklasser CD Tondela vertrekken.

### Excelsior Virton
Op 31 augustus 2021 tekende Anne bij de Belgische tweedeklasser Excelsior Virton, die op dat moment met 1 op 9 aan de competitie was begonnen (en nog niet gescoord had). Op de vierde competitiespeeldag maakte hij zijn officiële debuut voor Virton: tegen Lommel SK (2-1-zege) liet trainer Christophe Grégoire hem in de 85e minuut invallen voor Din Sula. Een week later kreeg hij in het 1-1-gelijkspel tegen Excel Moeskroen één helft. Nog een week later kreeg hij tegen KMSK Deinze een eerste basisplaats van Grégoire. Anne bedankte met zijn eerste doelpunt voor Virton, dat de Luxemburgers uiteindelijk een 1-1-gelijkspel opleverde. Anne klokte in zijn debuutseizoen uiteindelijk af op negen competitiedoelpunten. Daarmee werd hij met voorsprong clubtopschutter, maar kon hij de laatste plaats van Virton niet afwenden. Door het faillissement van Excel Moeskroen ging die laatste plaats evenwel niet gepaard met degradatie naar Eerste nationale.
Ook het seizoen 2022/23 sloot Anne af als clubtopschutter van Virton. De Mauritaniër scoorde zeven keer in de reguliere competitie en stond in de degradatie-playoffs tweemaal aan het kanon, waardoor hij net als in het seizoen 2021/22 negen competitiedoelpunten scoorde. In de reguliere competitie leverden quasi telkens punten op, enkel zijn doelpunt in de 2-1-nederlaag tegen SL16 FC op de tiende speeldag leverde geen punten op. In de play-offs leverde zijn eerste doelpunt punten op gezien de uiteindelijke 1-2-zege tegen Lommel SK, die Virton tot op twee punten van SL16 FC deed naderen. Zijn doelpunt op de achtste speeldag leverde niets op, want Virton verloor de wedstrijd tegen KMSK Deinze uiteindelijk met 3-1. Virton eindigde het seizoen opnieuw als hekkensluiter en degradeerde ditmaal wél naar Eerste nationale. In juni 2023 trok hij de deur achter zich dicht bij Virton.

### KMSK Deinze
In juli 2023 ondertekende Anne een tweejarig contract bij KMSK Deinze. Anne opende in zijn eerste officiële wedstrijd voor Deinze meteen zijn doelpuntenrekening voor de club, maar het bracht de club geen geluk: de Oost-Vlamingen verloren op de openingsspeeldag van de competitie met 3-1 van promovendus Patro Eisden Maasmechelen. Anne had in het begin van het seizoen laten optekenen dat hij in zijn derde seizoen in België voor het eerst de kaap van de tien doelpunten wilde overschrijden, maar de Mauritaanse international, die naar eigen zeggen niet altijd op zijn beste positie werd uitgespeeld bij Deinze, klokte af op vijf goals. Anne plaatste zich met Deinze voor de finale van de promotie-playoffs in Eerste klasse B, maar daarin moest de club het onderspit delven tegen Lommel SK.

### Al Kharaitiyat SC
In juli 2024 trok Anne na drie jaar de deur in België achter zich dicht om aan de slag te gaan bij de Qatarese tweedeklasser Al Kharaitiyat SC.

## Interlandcarrière
Op 26 maart 2019 maakte hij zijn interlanddebuut voor Mauritanië: in een vriendschappelijke interland tegen Ghana (3-1-verlies) kreeg hij een basisplaats. Later dat jaar nam hij met Mauritanië deel aan de Afrika Cup 2019. In de derde groepswedstrijd tegen Tunesië (0-0) liet bondscoach Corentin Martins hem in de 87e minuut invallen. Viereneenhalf jaar later werd Anne ook geselecteerd voor de Afrika Cup 2023. Anne mocht tijdens de eerste groepswedstrijd tegen Burkina Faso (1-0-nederlaag) nog voor het halfuur invallen voor de geblesseerde Aboubakar Kamara en mocht vervolgens starten in de derde groepswedstrijd tegen Algerije (1-0-zege) en de achtste finale tegen Kaapverdië (1-0-nederlaag).
| Interlands van Souleymanne Anne  | Interlands van Souleymanne Anne | Interlands van Souleymanne Anne | Interlands van Souleymanne Anne | Interlands van Souleymanne Anne | Interlands van Souleymanne Anne | Interlands van Souleymanne Anne |
| No.                              | Datum                           | Wedstrijd                       | Uitslag                         | Soort Wedstrijd                 | Doelpunten                      |                                 |
| Als speler bij Aurillac Arpajon  | Als speler bij Aurillac Arpajon | Als speler bij Aurillac Arpajon | Als speler bij Aurillac Arpajon | Als speler bij Aurillac Arpajon | Als speler bij Aurillac Arpajon | Als speler bij Aurillac Arpajon |
| -------------------------------- | ------------------------------- | ------------------------------- | ------------------------------- | ------------------------------- | ------------------------------- | ------------------------------- |
| 1.                               | 26 maart 2019                   | Ghana – Mauritanië              | 3 – 1                           | Vriendschappelijk               | -                               |                                 |
| 2.                               | 14 juni 2019                    | Madagaskar – Mauritanië         | 1 – 3                           | Vriendschappelijk               | -                               |                                 |
| 3.                               | 2 juli 2019                     | Mauritanië – Tunesië            | 0 – 0                           | Afrika Cup 2019                 | -                               |                                 |
| Als speler bij Excelsior Virton  |                                 |                                 |                                 |                                 |                                 |                                 |
| 4.                               | 27 september 2022               | Congo-Brazzaville – Mauritanië  | 0 – 2                           | Vriendschappelijk               | -                               |                                 |
| 5.                               | 20 juni 2023                    | Soedan – Mauritanië             | 0 – 3                           | Kwalificatie Afrika Cup 2023    | -                               |                                 |
| Als speler bij KMSK Deinze       |                                 |                                 |                                 |                                 |                                 |                                 |
| 6.                               | 9 september 2023                | Mauritanië – Gabon              | 2 – 1                           | Kwalificatie Afrika Cup 2023    | -                               |                                 |
| 7.                               | 14 oktober 2023                 | Mauritanië – Madagaskar         | 2 – 1                           | Vriendschappelijk               | 28'                             |                                 |
| 8.                               | 17 oktober 2023                 | Mauritanië – Burkina Faso       | 1 – 2                           | Vriendschappelijk               | -                               |                                 |
| 9.                               | 15 november 2023                | Congo-Kinshasa – Mauritanië     | 2 – 0                           | Kwalificatie WK 2026            | -                               |                                 |
| 10.                              | 21 november 2023                | Zuid-Soedan – Mauritanië        | 0 – 0                           | Kwalificatie WK 2026            | -                               |                                 |
| 11.                              | 6 januari 2024                  | Tunesië – Mauritanië            | 0 – 0                           | Vriendschappelijk               | -                               |                                 |
| 12.                              | 16 januari 2024                 | Burkina Faso – Mauritanië       | 1 – 0                           | Afrika Cup 2023                 | -                               |                                 |
| 13.                              | 23 januari 2024                 | Mauritanië – Algerije           | 1 – 0                           | Afrika Cup 2023                 | -                               |                                 |
| 14.                              | 29 januari 2024                 | Kaapverdië – Mauritanië         | 1 – 0                           | Afrika Cup 2023                 | -                               |                                 |
| Als speler bij Al Kharaitiyat SC |                                 |                                 |                                 |                                 |                                 |                                 |
| 15.                              | 7 september 2024                | Mauritanië – Botswana           | 1 – 0                           | Kwalificatie Afrika Cup 2025    | -                               |                                 |
| Totaal                           | Totaal                          | Totaal                          | Totaal                          | Totaal                          | 1                               |                                 |

Bijgewerkt tot 3 juli 2025